# Eleven Seven Music
Eleven Seven Music é uma gravadora americana fundada por Allen Kovac, que é o diretor-executivo da Entertainment 10th Street.
Eleven Seven, recentemente, fez sucesso com o Buckcherry, cujo rótulo de estréia foi certificado como platina pela RIAA. Nikki Sixx do Mötley Crüe e Sixx:A.M. foi nomeado presidente no início de 2008.
Eleven Seven foi nomeado o "Selo de Rock do Ano" em 2008 pela revista FMQB. Em 2009, Eleven Seven Music começou uma sugravadora chamada Five Seven Music, que é atualmente o lar das bandas Jet e She Wants Revenge.

## Bandas

### Atualmente
- Blacklisted me
- Blondie
- Buckcherry
- CAVO
- Mike Shinoda
- Cold
- Crossfade
- Charlie Scene
- Deborah Harry
- Drowning Pool
- Deuce
- Escape The Fate
- Nico Vega
- Hellyeah
- Mötley Crüe
- Oh No Fiasco
- Papa Roach
- Sixx:A.M.
- She Wants Revenge
- The Suicide Kings
- Vince Neil

### Anteriormente
- Charm City Devils
- Everclear
- Lit
- The Last Vegas
- Trapt [1]
- Jet